# Tephrodornis
Tephrodornis (rupsklauwieren) is een geslacht van zangvogels uit de familie Vangidae (vanga's). Het zijn fraai zwart wit gekleurde zangvogels die qua gedrag en uiterlijk zowel op vliegenvangers als op klauwieren lijken. Het zijn insecteneters die voorkomen in Zuid-Azië van Pakistan tot Indochina en in de Indische Archipel tot de Wallacelijn.

## Taxonomie
Over de plaatsing van dit geslacht en het aantal soorten binnen dit geslacht bestaat geen consensus. Moleculair genetisch onderzoek wees uit dat het geslacht is het meest verwant aan de soorten uit het geslacht Hemipus. Op de lijst van de IOC World Bird List is dit geslacht samen met Hemipus ondergebracht bij de familie van de Vangidae.

## Soorten
- Tephrodornis affinis  –  Ceylonrupsklauwier
- Tephrodornis pondicerianus  –  Kleine rupsklauwier
- Tephrodornis sylvicola  –  Malabarrupsklauwier
- Tephrodornis virgatus  –  Grote rupsklauwier